# Columbus, New York
Columbus är en kommun (town) i Chenango County i delstaten New York. Vid 2010 års folkräkning hade Columbus 975 invånare.